# グラーツ工科大学

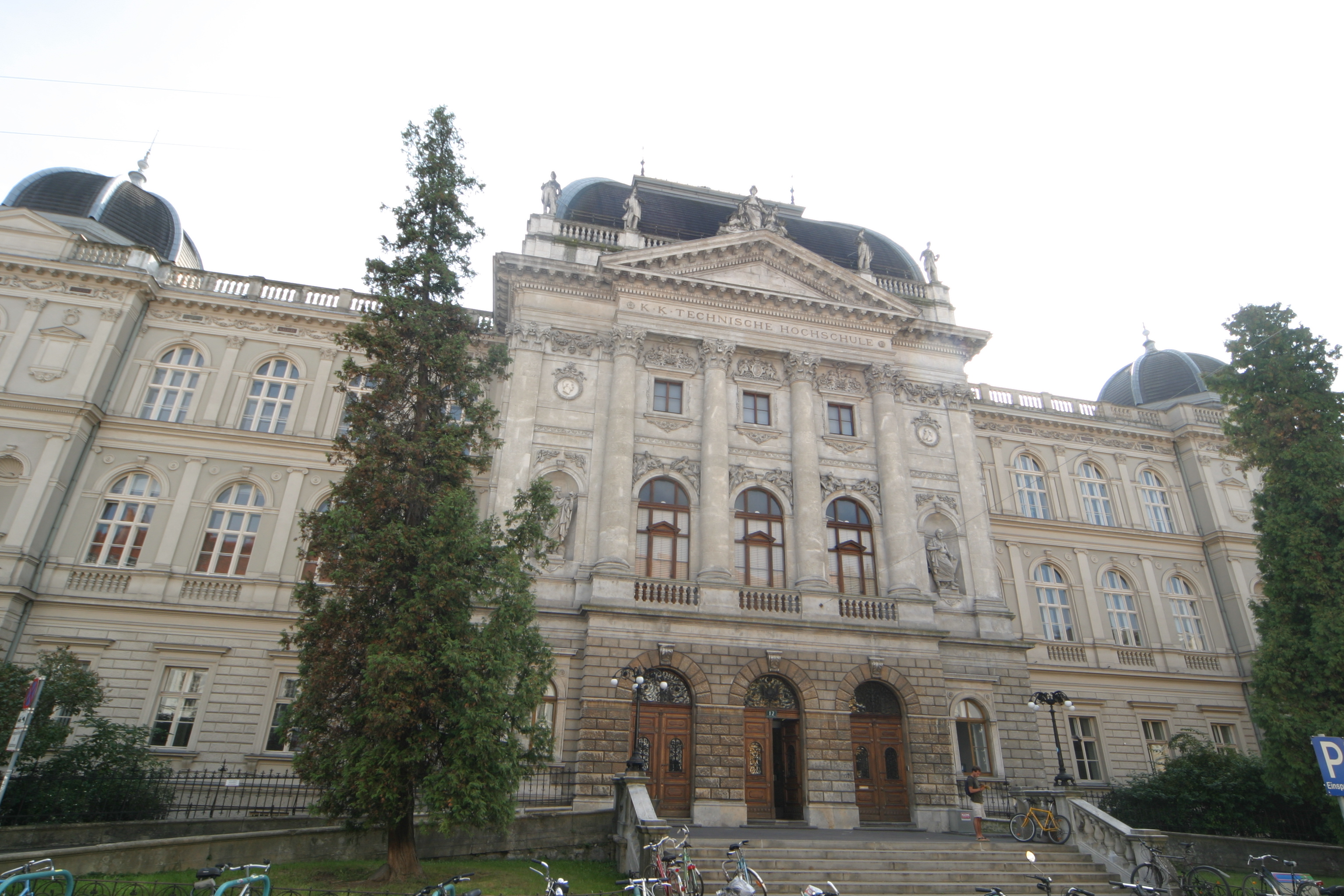
Technische Universität Graz

グラーツ工科大学（グラーツこうかだいがく、ドイツ語: Technische Universität Graz、略称: TU Graz/TUG）は、オーストリア第2の都市グラーツにある工科大学。愛称ヨハン大公大学（Erzherzog-Johann Universität）。

## 概要
1811年にオーストリアのヨハン大公によって、自然科学・工業技術の研究・教育機関となるヨアネウム（Joanneum）として創立される。当初の教科は、物理学・化学・天文学、鉱物学・植物学、技術であり、ドイツの地質学者フリードリッヒ・モースが、1812年に鉱物学の初代教授に任命された。1864年にシュタイアーマルク州によって、工科大学（Technische Hochschule）となる。1888年にオーストリア皇帝のフランツ・ヨーゼフ1世によって本館（Alte Technik）が開館。1901年に博士号を授与できる工科大学となる。1975年に現在のグラーツ工科大学（Technische Universität Graz）になった。愛称として、創立者の名前にちなんでヨハン大公大学（Erzherzog-Johann Universität）ともいわれる。
オーストリアの工科大学では、ウィーン工科大学と共にトップクラスであり、数々の優秀な人材を輩出している事で知られる。

## 関連する人物

### 教員
- フリードリッヒ・モース
- ハンス・モーリッシュ
- ユルゲン・オットー・ベーゼンハルト
- アウグスト・アイヒラー
- フランツ・ウンガー

### 卒業生
- ニコラ・テスラ
- エルンスト・カルテンブルンナー
- アンゼルム・フランツ
- リヒャルト・ジグモンディ
- カール・テルツァーギ
- フィンセント・ライメン

## ギャラリー

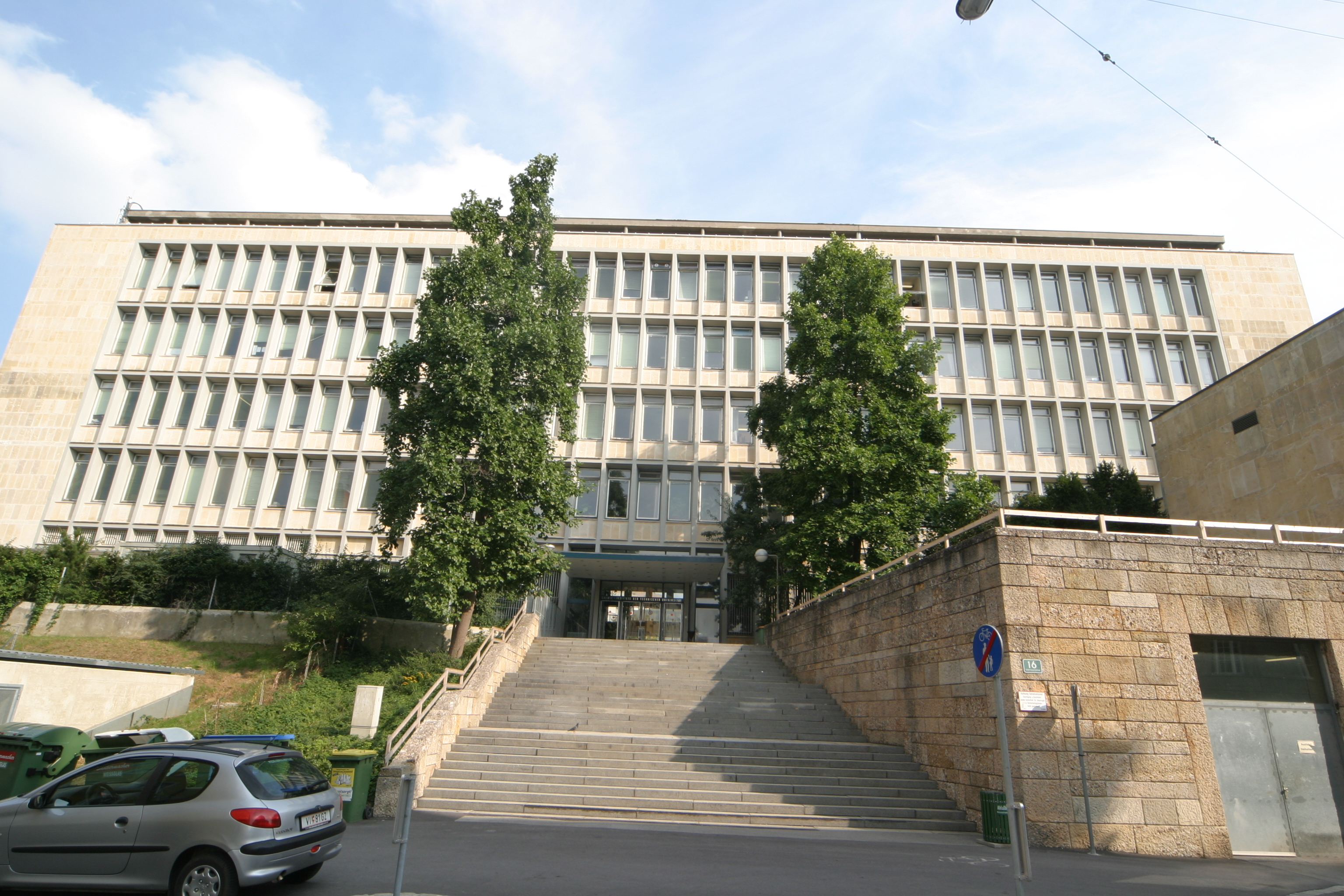
化学の校舎
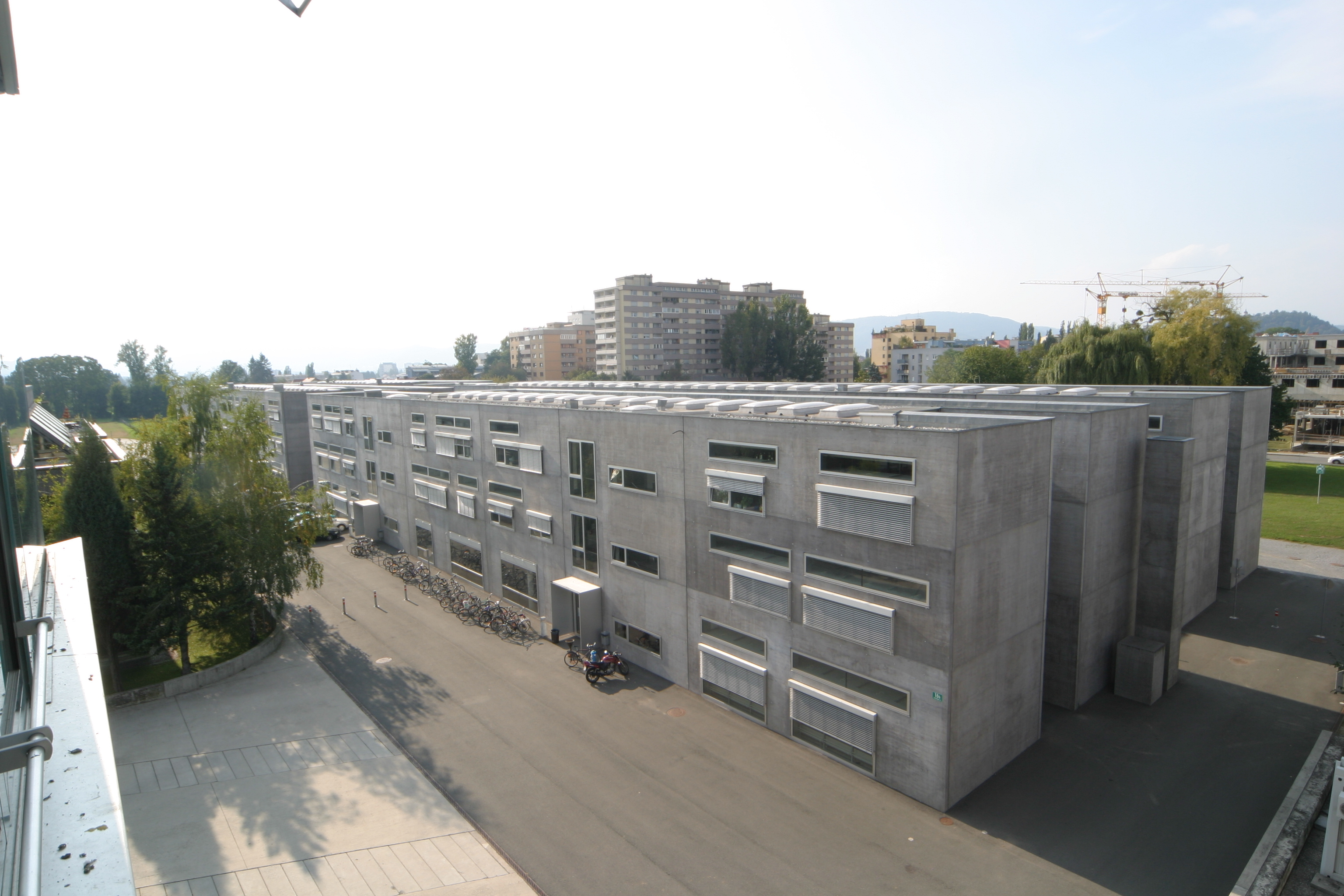
コンピュータグラフィックス関連の校舎
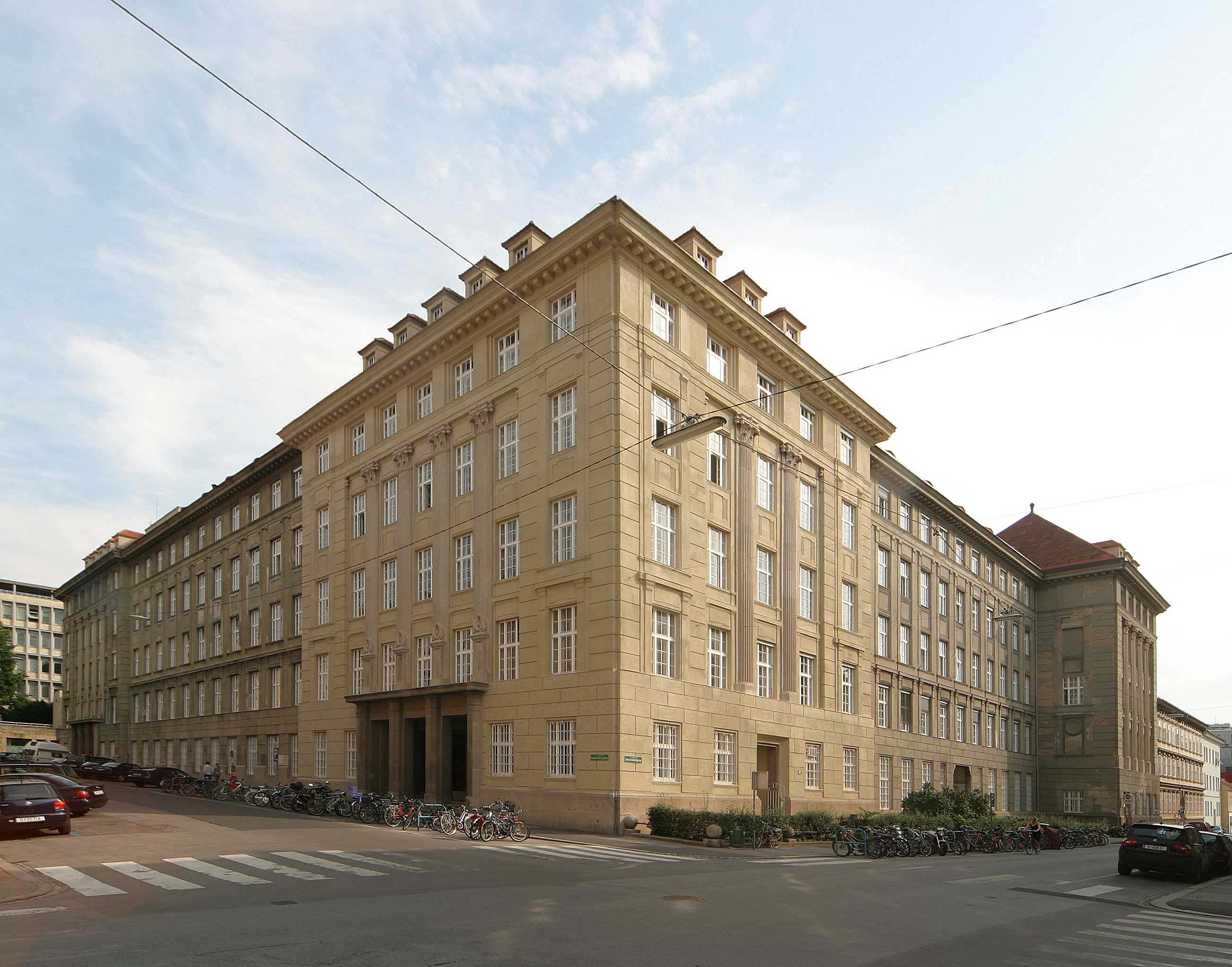
New Technologyビルディング
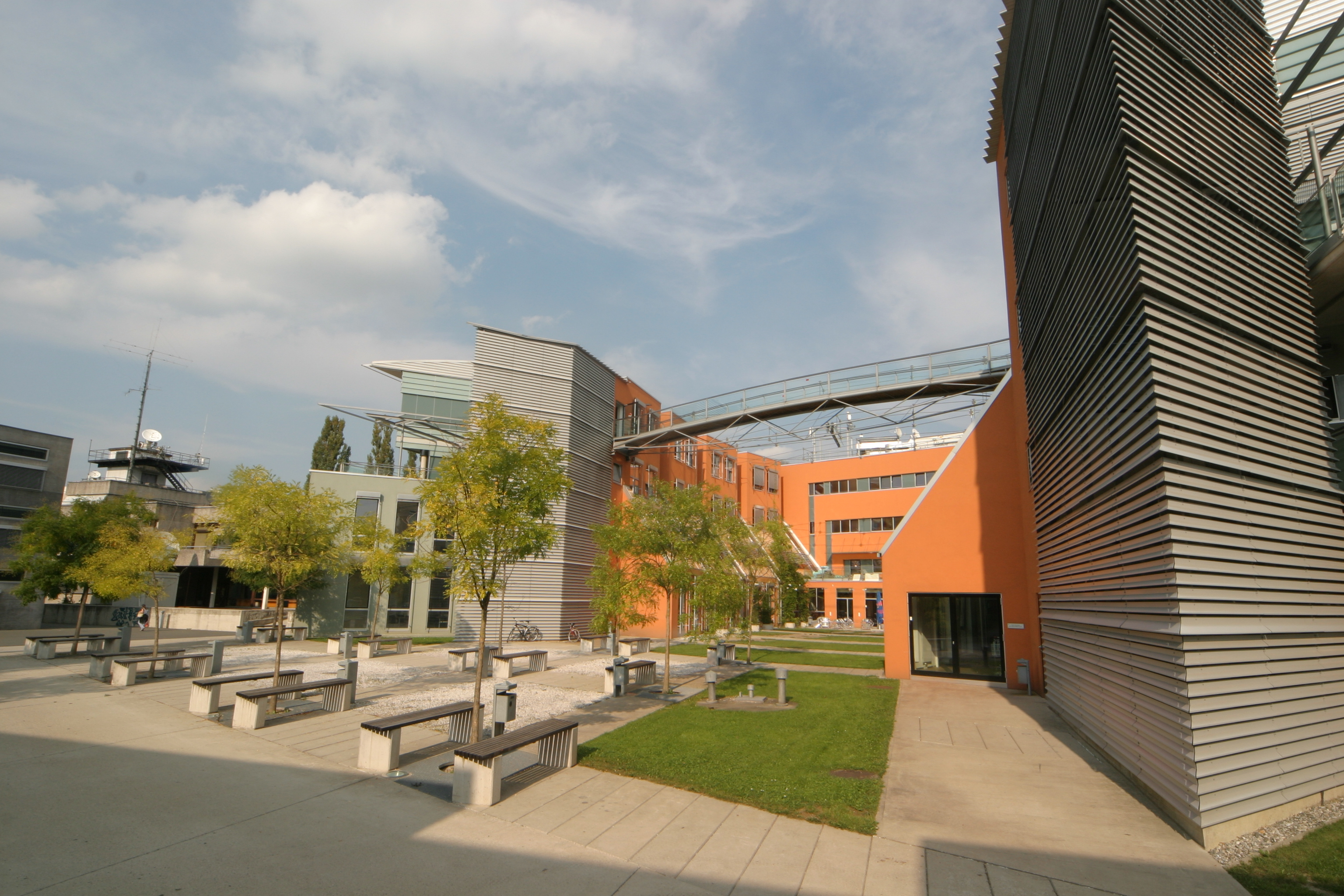
学習センター